# 宮田光次
宮田 光次（みやた みつつぐ）は、戦国時代から安土桃山時代にかけての武将。羽柴氏の古参の家臣。宮田喜八郎ないし宮田喜八の名で知られる。

## 略歴
羽柴秀吉が近江国長浜城主となった頃からの家臣で、大母衣衆に任命された。
天正元年（1573年）、秀吉から長浜近辺で250貫の所領を与えられた。秀吉が織田信長の命令で毛利氏攻めの中国方面総司令官に任命されると、中国遠征に従軍し、播磨国内で5,000石を与えられた。

天正6年（1578年）5月、織田信長に反逆した播磨別所長治の三木城攻めで討ち死にした。真鍋貞成（真入斎）によると戦死した場所には上月城や高倉城とする異説がある。竹中重門の『豊鑑』によれば、上月城救出の戦いで戦死したとされている。　

## 人物・逸話
- 羽柴秀吉創業における初期の功臣の1人として数えられており、後年の史料ではあるが、山鹿素行は『武家事紀』で神子田正治・戸田勝隆・尾藤知宣と光次の4人を列挙しているが、宮田は武勇絶倫とするものの、この中では勇功は神子田が第一と書いている[1]。
- 『 老人雑話』には、「太閤（豊臣秀吉）の臣に宮田喜八（光次）とて武勇第一の人あり」と記されていて、晩年まで秀吉はその死を悼んだという[2]。
- 中国退治遠征のとき、宮田喜八郎は戦功が著しかったが、ある日、将士の戦功を詮議した際に秀吉が喜八郎に多くの入札をして評したところ、喜八郎はその場を逃げ出したが、（皆からの）札が多く入った。秀吉がいうには、信長公の家臣にも林新三郎というものが同じようにその場を逃れたが（不在でも戦功ありとする）札が７枚入ったので、信長公は自ら新三郎を称賛されて、臆病者どもはその身の言い訳のために戦功詮議に出席するがお前のような殊勲者はその場を遁れてさえても７枚も入札されるのだから入札するまでもないといって笑った、ということがあった。秀吉は喜八郎もその気持だろうといって、札を与えて賞したという[3]。
- 以下の逸話は光次没後の翌年（天正7年（1579年））のことといわれている[4]。